# 口琴

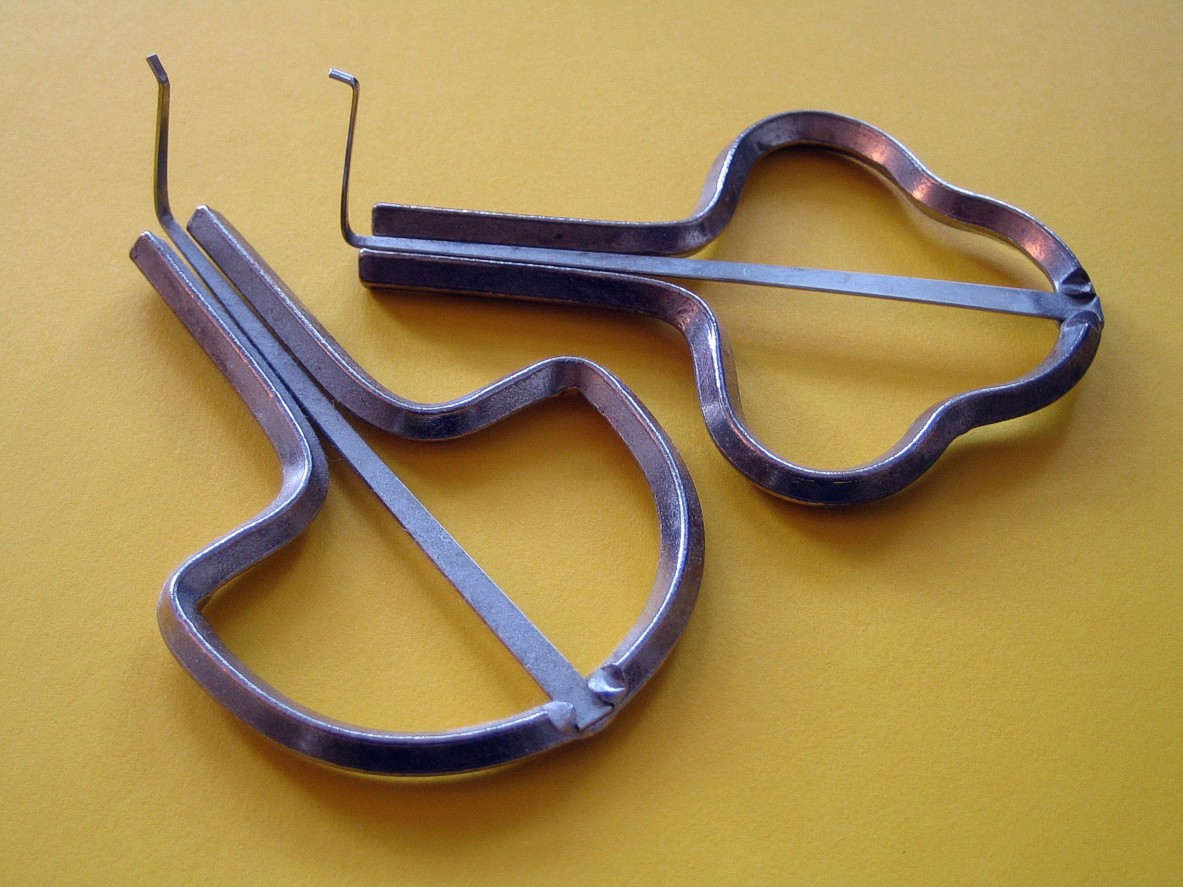
口琴の一例

口琴（こうきん、英: Jew's Harp）は金属、あるいは竹、木、椰子の葉肋などを加工した弁と枠を有する楽器の一種。演奏者はこれを口にくわえるかまたは口にあてて固定し、その端を指で弾く。または枠に付けられた紐を引くことによって弁を振動させ、発生した小さな音を口腔内の空気に共鳴させて音を出す。別名でマウスハープともいう。

## 概要

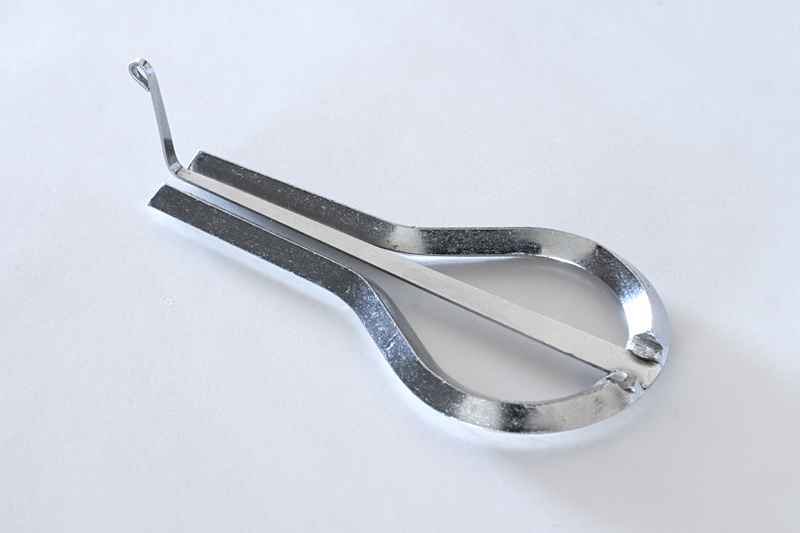
口琴の一例

口の形、口腔の容積、舌の運動、咽喉や鼻腔の開閉、息遣いなどを変化させることによって様々な音色や強弱の音、持続音などを出すことができる。また、口腔内で共鳴させる倍音列を制御することにより音階と認識可能な音を出すことができ、メロディーを奏でることもできる。雫のような自然界の音の描写や合成音声風のおしゃべりも可能である。
日本においては近世後半の蝦夷地（現在の北海道）や東北の一部（津軽、磐城など）でアイヌ民族が好んで用い、近世中期には奥州磐城の岩城八幡神社（現在のいわき市飯野八幡）の夏祭りに売られていたという享保期以前の記録（内藤義英『露沾俳句集』引用文。『磐城誌料歳時風俗記』所収）がある。また、文政7～8年（1824～1825）には江戸市中で「ビヤボン」「琵琶笛（びやぼん、びわぼん）」という鉄製口琴が大流行し、金権政治に対する風刺的な口唱歌（くちしょうが）や落首の存在もあってお上から禁止となった記録もある。近代以降はメジャーな楽器ではなかったものの、そのビヨ～ンという独特の音色は、飛び跳ねる動き等を表す効果音としてラジオや映画、テレビ、音楽等でしばしば使われ、多くの人が耳にしている。

さいたま市の氷川神社東遺跡から出土した口琴（複製）

非常に原始的な楽器であると思われることがあるが、優れた口琴を製作するためには弁の振動制御、弁と枠との隙間制御といった高度な技術が必要である。口琴の歴史は古く、日本国内においても埼玉県さいたま市で1000年前の平安時代の鉄製口琴が発掘された例もある。世界中に広く分布しており、特に東南アジア、パプア、ユーラシア、東アジア周辺において多数見ることができる。
ユリ・シェイキンによるとシベリア諸民族にも口琴がみられ、もともとは海岸で採取した動物の骨や竹を素材にしていたが、現代では鉄で作られるようになっている。 
日本で知られている口琴の代表的なものとして、アイヌのムックリ、フィリピン・ミンダナオ島のクビン、台湾タイヤル族のロブ、インドのモールシン、ハンガリーのドロンブ (doromb) 等が挙げられる。中国と台湾では近世までは口琴として記録が残るが、植民地時代以降は日本語による音楽教育の結果、口琴というとハーモニカを指すため、口弦、嘴琴、口簧琴と呼ばれている。
| 言語・地域名   | 綴り                                                                                 | 読み方                                               |
| -------------- | ------------------------------------------------------------------------------------ | ---------------------------------------------------- |
| 日本語         | 津軽笛、琵琶笛、口琵琶、きやこん、びわぼん、びやぼん、シュミセン、ボヤカン、くちびわ |                                                      |
| リトアニア語   | Dambrelis, Bandūrėlis                                                                | ダンブリャーリス、バンドゥーレリス                   |
| 英語           | trump, gewgaw, jaw harp, Jew's harp                                                  | トランプ、グーゴー、ジョー・ハープ、ジューズ・ハープ |
| ドイツ語       | Maultrommel                                                                          | マウルトロンメル（口琴）                             |
| サルデーニャ語 | sa trufa                                                                             |                                                      |
| シチリア語     | marranzanu                                                                           | マランツァーノ                                       |
| イタリア語     | scacciapensieri                                                                      | スカッチャペンジエーリ                               |
| ハンガリー語   | doromb                                                                               | ドロンブ                                             |
| スロバキア語   | drumbľa                                                                              | ドルンブリャ                                         |
| ウクライナ語   | дримба                                                                               | ドリンバ                                             |
| バシキール語   | kubýz                                                                                | クブズ                                               |
| ハカス語       | xомыс（khomys）                                                                      | ホムス                                               |
| トゥバ語       | xомус（khomus）                                                                      | ホムス                                               |
| アルタイ語     | komus                                                                                | コムス                                               |
| サハ語         | khomus                                                                               | ホムス                                               |
| キルギス語     | temir komuz, jugach komuz, ooz komuz                                                 | テミル・コムズ、ジュガチ・コムズ、オオズ・コムズ     |
| カザフ語       | shan qobyz, temir qobyz                                                              | シャン・コブズ、テミル・コブズ                       |
| 中国語         | 口弦、嘴琴                                                                           |                                                      |
| 台湾華語       | 口簧琴                                                                               |                                                      |
| アイヌ語       | 北海道アイヌ語: mukkuri, mukkur, mukku 樺太アイヌ語: muhkun, muhkuna                 | ムックリ、ムックㇽ、ムック／ムㇷクン、ムㇷクナ       |
| 北インド       | morchang                                                                             | モルチュン、モルチャン                               |
| 南インド       | morshing                                                                             | モールシン                                           |
| フィリピン     | kubing, kumbing, afiw, kinaban                                                       | クビン、クンビン、アフィウ、キナバン                 |
| フランス語     | guimbarde                                                                            | ギャンバールド                                       |
| スペイン語     | arpa de boca, birimbao, guimbarda, trompe                                            | アルパ・デ・ボカ、ビリンバオ、ギンバルダ、トロンペ   |
| ベトナム語     | Đàn môi                                                                              | ダン・モイ                                           |
| ネパール語     | mor chunga, murchunga                                                                | ムチュンガ                                           |

## 英語の語源
この楽器の英語での呼び名（ジューズハープ）の起源については諸説ある。
- 単に擬音語という説
- ヨーロッパにおいて、この楽器はユダヤ人（あるいはユダヤ教徒となったハザール人）により伝播したとされ、英語でユダヤを表すJewのハープと呼ばれるようになったという説
- 元々はジョーズ・ハープ（顎の琴）と呼ばれていたようだが、これが転訛しいつの間にか呼ばれるようになったという説

さらに、あまり適当とはいえないものとして
- 口を開いて演奏することから、唾液が出やすくそのジュースが転じたという説、等が挙げられる。

## 口琴が使われた映画、テレビ番組、音楽の例
映画：
- 『若き日のリンカン』 ジョン・フォード監督
- 『処女の泉』 イングマール・ベルイマン監督
- 『野良猫ロック』日活
- 『あした』東宝
- 『バウンド』 ウォシャウスキー姉弟
- 『スヌーピーとチャーリー』別題『スヌーピーとチャーリー・ブラウン』『チャーリー・ブラウンという男の子』

テレビ番組：
- 『怪奇大作戦』
- 『ど根性ガエル』
- 『夏目友人帳』(BGM「ゆるやかな畦道で」)
- 『邪神ちゃんドロップキックX』

音楽：
- 『暗闇のバラード』（『怪奇大作戦』挿入歌）
- アルブレヒツベルガー作曲「Concerto for jew' Harp」
- 『サーカスの日』たま

## 国内奏者
- 直川礼緒
- 巻上公一
- 尾引浩志
- 知久寿焼
- ハレダイスケ
- 竹原幸一

## 国内の主な製作者（金属口琴）
- 目次伯光  　精密な鉄口琴を製作。
- 山崎隆史　　山崎口琴製作所。意匠の凝った金属口琴を製作。
- 当宮 孝志　　黒檀と金属を使った口琴など、意匠の凝った金属口琴を製作。
- 小島隆二　　口琴のようなもの協会代表。割ピン口琴の考案者、世界で二番目に小さい口琴など意匠の凝った口琴を製作。

## 国内の主な製作者（竹口琴）
- 鈴木紀美代　　現在流通している殆どのムックリ（アイヌに伝わる口琴）を製作。文化庁長官表彰。
- 諏訪良光　　ムックリおよびトンコリ（アイヌに伝わる五弦琴）を製作（故人）。
- ハレダイスケ　意匠や工夫をこらしたムックリを製作。
- 当宮孝志　　　意匠の凝った竹口琴を製作。